# Antonino Bernardini
Antonino Bernardini (Rome, 21 juni 1974) is een voormalig Italiaans voetballer (middenvelder) die sinds 2008 uitkwam voor de Italiaanse tweedeklasser Vicenza. Voordien speelde hij onder andere voor AS Roma, Torino FC, Perugia en Atalanta Bergamo. Hij beëindigde zijn actieve loopbaan in 2010 bij UC AlbinoLeffe. Bernardini vertegenwoordigde zijn vaderland op de Olympische Spelen 1996 in Atlanta, waar de Italiaanse olympische selectie onder leiding van bondscoach Cesare Maldini al in de groepsronde werd uitgeschakeld.